# 細胞生物学
細胞生物学（さいぼうせいぶつがく、英語：cell biology）とは、細胞を研究対象とする生物学の一分野。全ての生物は細胞からできており、細胞生物学は生物学の基礎となっている。

## 解説
古典的には細胞学と呼ばれ、主に細胞内の構造を記載する学問だった。近年は分子生物学的、生化学的手法を導入し、細胞生物学という名前で現代生物学の仲間入りをしている。細胞学と呼ばれた頃からの伝統で、電子顕微鏡や各種光学顕微鏡を用いた形態学的な解析が重要な領域を占め、細胞を構造レベルから理解しようという研究傾向がよく見受けられる。
分子生物学、生化学、遺伝学、生理学、解剖学などの分野と密接に関係し、それらの間との明確な研究分野の壁はなくなってきているが、細胞レベルの研究に焦点を当てていることが特徴である。あるいは、手法に軸をおいた学問体系（生化学、分子生物学等）と研究対象に軸をおいたもの（細胞生物学）に何らかの形で境界を設けようという発想は、現代生物学においてはほとんど無意味なのであろう。
また、不等分裂や細胞極性等、従来細胞生物学が扱ってきた現象が、発生に重要な役割を担っていることが明かになり、発生生物学とも密接に関連しあってきている。